# Pat Craenbroek
Pat Craenbroek (1966) is het pseudoniem van een Vlaamse arts en auteur.
Ze studeerde aan de Katholieke Universiteit van Leuven, waar ze na het behalen van het diploma dokter in de geneeskunde nog een postgraduaat opleiding in de gerechtelijke en verzekeringsgeneeskunde volgde. Zij werkte van 1996 tot 2003 als wetsdokter voor de arrondissementen Leuven, Tongeren, Hasselt en Turnhout. Nadien kende ze een carrière in de geneesmiddelenindustrie en als arbeidsarts.
Pat Craenbroek publiceerde twee boeken (fictie, genre thriller) en werkte mee aan twee bundels met kortverhalen.